# Господско дијете
„Господско дијете” је југословенски ТВ филм из 1983. године.

## Улоге
| Глумац          | Улога |
| --------------- | ----- |
| Младен Црнобрња |       |
| Иван Ловричек   |       |
| Иво Рогуља      |       |
| Дубравко Сидор  |       |
| Невенка Стажић  |       |